# Celador
CPL Productions (ранее Celador) — британская независимая продюсерская компания, основанная в декабре 1981 года. Наиболее известные проекты компании: «Кто хочет стать миллионером?» и «Миллионер из трущоб». В 2009 году компания получила семь премий BAFTA, четыре премии «Золотой глобус» и восемь премий «Оскар». Название Celador в переводе с английского означает «благозвучие».

## История
Компания Celador была основана в декабре 1981 года Полом Смитом, удостоенным орденом Британской империи. С 2006 года компания Celador принадлежит фирме Complete Communications Corporation, которую Смит хотел упразднить для сосредоточения на радио- и кинопроизводстве.
В 2004 году компания Celador подала иск на американскую компанию Walt Disney Animation Studios об уплате лицензии на телевикторину «Кто хочет стать миллионером?», транслирующуюся на тот момент на канале ABC. В июне 2010 года суд присяжных в Лос-Анджелесе оштрафовал компанию Walt Disney Animation Studios на 269000000 долларов.
В 2017 году было основано радио Celador, включающее в себя пять радиостанций (North Norfolk Radio, Radio Norwich, The Beach, Town 102 и Dream 100). В феврале 2019 года было основано подразделение Bauer Radio. В январе 2021 года бывший управляющий директор компании Celador Эдриан Вулф и владелица сервиса Peacock Клаудия Розенкранц основали продюсерскую компанию Studio 1 и развлекательную новостную сеть LIT.

## Программы собственного производства
- Народ против (2002—2003)
- Кто хочет стать миллионером? (1999—2008)[27]
- Самый умный (2003—2007)[28]

## Фильмы
- Грязные прелести (2002)[29]
- Миллионер из трущоб (2009)[30]
- Спуск 2 (2009)
- Центурион (2010)[31]